# Николас Мадуро
Николас Мадуро Морос (шп. Nicolás Maduro Moros; Каракас, 23. новембар 1962) венецуелански је политичар. Тренутни је председник Венецуеле а преходно је био на функцији потпредседника државе.
У периоду од августа 2006. године до јануара 2013. године био је министар иностраних послова. Завршио је средњу школу и био возач аутобуса пре него што је почео да се бави политиком. Члан је Уједињене социјалистичке партије Венецуеле од њеног оснивања 2007. године.
Од његовог доласка на власт, животни стандард и социјално стање у Венецуели су се драстично погоршали, а земља се суочила са недостатком основних животних намирница и лекова. Због тога су против њега током 2014. године отпочеле масовне и насилне демонстрације које и данас трају. Суочен са губитком популарности, Мадуро је 2017. године организовао изборе за уставотворну скупштину али опозиција тврди да они нису валидни јер је излазност била свега 12%.

## Биографија
Рођен је 1962. године у Каракасу, као син синдикалиста. Након завршетка средње школе, наредних година је радио као возач аутобуса. Ушао је у политику током 1980-их, када је као незванични синдикалист представљао возаче аутобуса Метроа Каракас.
Током 1990-их био је једна од кључних личности у оснивању Покрета за Пету републику (МВП), који је подржао Уга Чавеза на председничким изборима 1998. године.
Мадуро је 1998. био изабран за посланика МВП у Дому посланика, затим у Националној уставотворној скупштини 1999. и напослетку у Народној скупштини Венецуеле 2000. године. Увек је био посланик дистрикта Главни град. Од 2005. године до 2006. године био је гласноговорник Скупштине, а од 8. августа 2006. године до 15. јануара 2013. године министар спољних послова Венецуеле.
У обраћању нацији 8. децембра 2012. године, председник Уго Чавез позвао је становништво да у случају његове смрти изабере Мадура за новог председника.

### Председник
Након Чавезове смрти 5. марта 2013. године, Мадуро је био вршилац дужности председника до 14. априла. Тада је на превременим председничким изборима изабран за новог председника Венецуеле, победивши противкандидата Енрикеа Каприлеса са 1,5% разлике у освојеним гласовима.
Сједињене Америчке Државе су током 2017. године увеле санкције против Мадура и забраниле му улазак на територију САД због диктатуре, непоштовања народне воље и репресије политичких неистомишљеника.